# L'Argonaute (magazine)
Pour les articles homonymes, voir Argonaute (homonymie).
L'Argonaute est un ancien magazine de vulgarisation scientifique français destiné à la jeunesse, publié entre 1983 et 1987 par la Ligue de l'Enseignement.
En novembre 1987, le magazine a changé de nom pour adopter celui de Science et Nature jusqu'en 1989.

## Histoire
Le magazine a été créé et édité par la Ligue de l'Enseignement, sous la direction d'Hubert Desrues (rédacteur en chef), à partir de son expérience dans les activités d'enseignement des sciences et des techniques. Il était à l'origine très orienté vers la réalisation pratique d'expériences et de bricolages techniques, comme en témoigne sa devise « en direct sur les sciences pour les jeunes qui veulent comprendre et faire ».

## Contenu
Même si le contenu a légèrement évolué au fil du temps, on retrouvait régulièrement les éléments suivants :
- des brèves sur les sciences et les techniques (découvertes récentes, etc.)
- des fiches pratiques : bricolages, expériences physiques et chimiques
- des dossiers documentaires plus fouillés
- des affiches de science-fiction avec le regard que l'artiste portait sur l'avenir, comme celle de Tim White (en) (Wandering Worlds, 1975)
- une bande dessinée humoristique, Nougat le Rat par Frédéric Jannin et Serge Honorez[1]. Le nom du personnage est l'anagramme de l'Argonaute.
- une série de bandes dessinées sur les grandes inventions et les biographies de scientifiques majeurs, par Serge Saint-Michel (textes) et François Castan (dessin). Elles seront réunies dans deux albums en 2001 par les éditions France impact promotion, sous le titre 2 000 ans de génie (1. Les inventeurs ; 2. Les inventions).
- en 1983, une prépublicatoin partielle de la BD de science-fiction Les Robinsons de l’Aquarius de Patrick Cothias et Fabien Lacaf.
- sur la fin, l'Argonaute a prépublié le premier épisode d'Aquablue, bande dessinée de science-fiction de Thierry Cailleteau et Olivier Vatine.

### Périodiques
- numéro 0, paru en décembre 1982[2]
- numéros 1 à 49, parus entre avril 1983 et octobre 1987 sous le titre L'Argonaute  (ISSN 0755-0502)[3]
- numéros 50 à 67, parus entre novembre 1987 et mai 1989 sous le titre Science et Nature[4], avec Jacques Zimmer comme directeur de la publication.

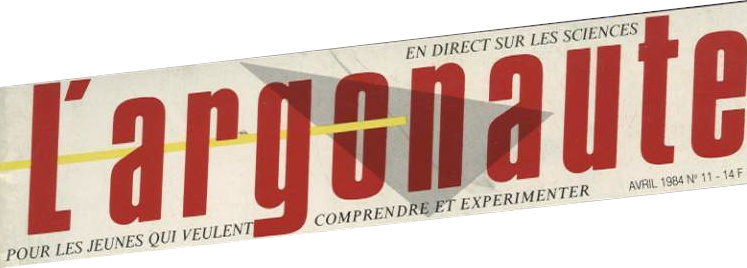
Logo 1983-1984
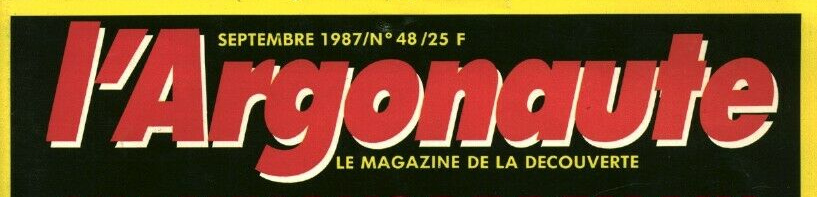
Logo 1985-1987
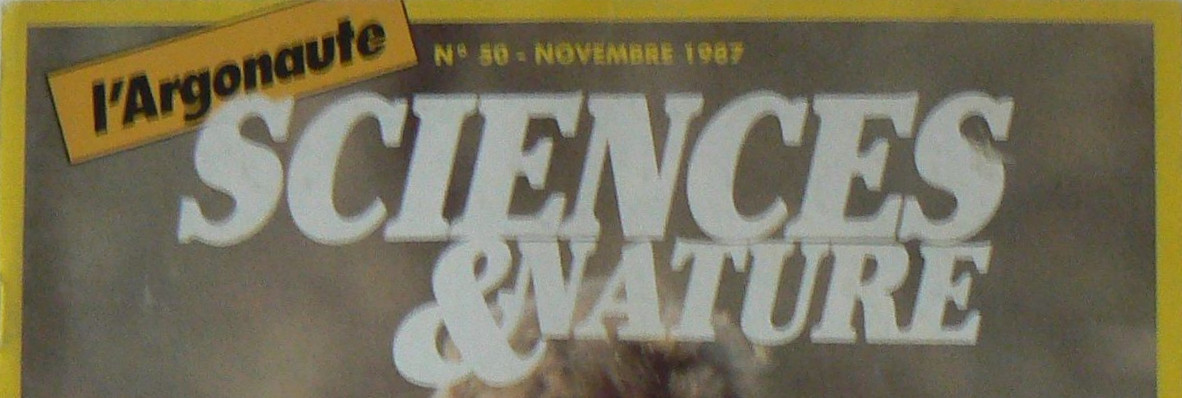
Logo de transition 1987
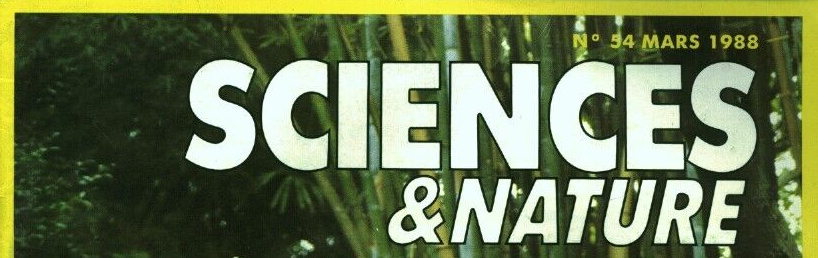
Logo Sciences et Nature 1988-1989

### Numéros spéciaux
Un numéro hors série paru en 1985 reprenait en fiches pratiques les expériences décrites dans le programme télévisé Les mains magiciennes de François Cherrier et Anne-Marie Meissonnier précédemment diffusé dans deux émissions jeunesse de TF1, Les Pieds au mur (1982) puis Vitamine (1985).
En 1987, un second numéro hors série était consacré aux micro-fusées, en partenariat avec le service jeunesse du CNES et l'ANSTJ.

## Successeurs
Un an après son dernier numéro, le titre Sciences & nature est repris en 1990 par un nouvel éditeur, Jean-Claude Garot. Avec le sous-titre "le magazine qui s'aventure", avec un nouvel identifiant  (ISSN 0987-0717) et une numérotation qui redémarre à 1 (mai 1990), la ligne éditoriale est beaucoup plus tournée vers l'environnement et la zoologie.
Science et Vie junior, dont le premier numéro paraît en février 1989 peut être considéré comme le successeur de L'Argonaute en termes de lectorat et de contenu éditorial.